# Кілішоая (Румунія)
Кілішоая (рум. Chilișoaia) — село у повіті Ясси в Румунії. Входить до складу комуни Думешть.
Село розташоване на відстані 317 км на північ від Бухареста, 21 км на захід від Ясс.

## Населення
За даними перепису населення 2002 року у селі проживали 186 осіб, усі — румуни. Усі жителі села рідною мовою назвали румунську.